# 圣普罗热 (塔恩-加龙省)
圣普罗热（法語：Saint-Projet，法語發音：[sɛ̃ pʁɔʒɛ]）是法国奥克西塔尼大区塔恩-加龙省的一个市镇，属于蒙托邦区。

## 地理
圣普罗热（44°18'15"N, 1°47'35"E）面积26.14 平方千米，位于法国奧克西塔尼大區塔恩-加龙省，该省份为法国西南部内陆省份，北起顺时针与洛特省、阿韦龙省、塔恩省、上加龙省、热尔省和洛特-加龙省接壤。
与圣普罗热接壤的市镇（或旧市镇、城区）包括：巴克、萨亚克、韦拉特、维达亚克、洛兹、皮拉加尔德。

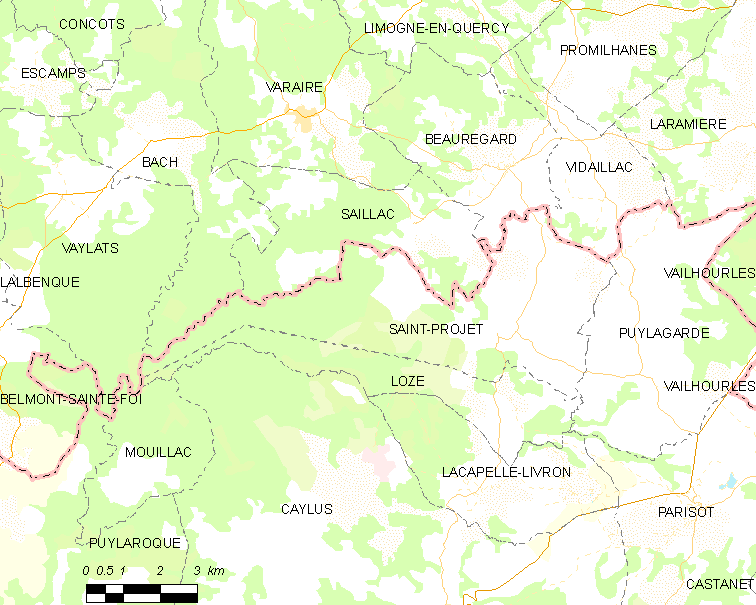
的OSM定位图

圣普罗热的时区为UTC+01:00、UTC+02:00（夏令时）。

## 行政
圣普罗热的邮政编码为82160，INSEE市镇编码为82172。

## 政治
圣普罗热所属的省级选区为凯尔西-鲁埃格县。

## 人口

1962-2008年间人口变化图示

圣普罗热于2022年1月1日时的人口数量为288人。